# Municipio de Banner (Carolina del Norte)
El municipio de Banner (en inglés: Banner Township) es un municipio ubicado en el  condado de Johnston en el estado estadounidense de Carolina del Norte. En el año 2010 tenía una población de 6.833 habitantes.

## Geografía
El municipio de Banner se encuentra ubicado en las coordenadas 35°23′19.58″N 78°31′30.03″O / 35.3887722, -78.5250083.